# Culver (Oregon)
Culver è una città degli Stati Uniti d'America situata nell'Oregon, nella Contea di Jefferson.